# 鄭敬淑
鄭 敬淑（てい けいしゅく、チョン・ギョンスク、1945年 -）は、北朝鮮による韓国人拉致被害者。ソウル特別市永登浦区出身。大韓航空機YS-11ハイジャック事件のときの客室乗務員（キャビン・アテンダント）。

## ハイジャックと拉致
1969年12月11日、北朝鮮工作員の趙昶煕（当時42歳）が大韓航空機YS-11ハイジャック事件を起こし、乗員乗客を平壌に連行した。その後、1970年2月14日、搭乗者のうち乗客39人（男性32人、女性7人）を板門店経由で送還したが、乗務員と乗客7人の計11人が未帰還のまま拉致された。拉致されたのは、以下の11名。
- 機長 ユ・ビョンハ（38歳）
- 副操縦士 チェ・ソクマン (37歳)
- 乗務員 チョン・ギョンスク (24歳)
- 乗務員 ソン・ギョンフィ (23歳)
- 乗客（印刷所） イ・ドンギ (49歳)
- 乗客（アナウンサー） ファン・ウォン (32歳)
- 乗客（記者） キム・ボンジュ (27歳)
- 乗客（病院長） チェ・ホンドク (37歳)
- 乗客（会社員） イム・チョルス (49歳)
- 乗客（飲食業） チャン・ギヨン (40歳)
- 乗客（韓国スレート） チェ・ジョンウン (28歳)

1985年に北朝鮮に渡った呉吉男（「良心の囚人」申淑子の夫）は、北朝鮮で韓国向けのプロパガンダ放送をさせられた。そのとき、やはりプロパガンダ放送をさせられていたチョン・ギョンスク、ソン・ギョンフィを含む韓国人拉致被害者たちと会ったことを呉吉男は証言している。

## 生存確認
2011年10月24日の朝鮮日報は、副操縦士チェ・ソクマンと乗務員チョン・ギョンスク、ソン・ギョンフィを含む韓国人拉致被害者21人の平壌居住を確認したと報道した
。